# Ци (жанр)
Ци (кит.: 詞) — жанр китайської поезії, що зародився в танську епоху та отримав розвиток в X—XIII століттях в епоху Сун, який характеризується поєднанням рядків різної довжини, до того ж допускаються найрізноманітніші їх комбінації.

## Загальна характеристика
Збагачення засобів художньої виразності і змісту сунської поезії було пов'язано насамперед із розвитком нового віршованого жанру - ци. На відміну від старих класичних віршів ши, що досягли вершини свого розвитку у творчості великих поетів танського часу, віршам ци було властиве значно більше ритмічне розмаїття. Якщо ши, як правило (бували й винятки), складалися з рядків з однаковою кількістю складів (чотири, п'ять чи сім, рідше шість), то для ци було характерно поєднання рядків різної довжини, інколи, з різними комбінаціями. Після суворої одноманітності ши ритмічне багатство ци здалося особливо привабливим і захопило багатьох сунських поетів. На перших порах найважливішою особливістю ци був їх тісний зв'язок з музикою, давно втраченою віршами ши, вони писалися на популярні мелодії, що визначали ритмічний малюнок, а іноді і зміст вірша. Надалі жанр придбав самостійність, «відірвався» від музики, але назви мелодій і відповідні їм ритмічні схеми залишилися. Ци були спочатку більш вільним жанром, так як виникли значно пізніше і ще не були обтяжені віковими умовностями, як вірші старого стилю. Любовна лірика, майже повністю була відсутня у віршах ши, знайшла собі місце і надовго стала головною темою ци.

## Історія жанру
Вірші ци прийшли в літературу з народної поезії. Це були тексти створені анонімними народними співцями. Перші літературні ци з'явилися вже в танський час; збереглося кілька ци, написаних Лі Бо і Бо Цзюйі‎, а пізньотанські поети Вень Тінюнь і Вей Чжуан, які жили в IX столітті, вважаються вже великими майстрами цього жанру. Їх творчість справила великий вплив на поетів періоду П'яти династій - авторів і укладачів першої за часом антології ци «Серед квітів» (X століття), куди були включені і ци Вей Чжуана.

## Представники жанру
На новий щабель піднявся цей жанр у творчості Лі Юя (937–978) — найбільшого поета цього періоду. Вірші, в яких Лі Юй розповідає про свої пригоди, відрізняються достовірністю і конкретністю переживань. Ще одним майстром ци цього періоду був Лю Юн (987–1053), який значно удосконалив жанр. До нас дійшло близько двохсот його ци — більше, ніж від будь-якого із сучасників поета, — присвячених вину, любові, природі, описам пам'яток. Лю Юн — чудовий пейзажист і видатний майстер так званих «повільних ци» (маньци) — більш великих і складних віршів, які писалися вже на поєднання кількох мелодій, послідовно змінювали одна одну. Невдаха-чиновник, Лю Юн волів проводити час у веселих кварталах столиці, в суспільстві співачок і танцівниць, де його вірші набули особливої популярності, і ввійшов у народні легенди як безтурботний веселун і пустопорожній гуляка. Але саме він створив один з найкращих творів сунської громадянської лірики — знамениту «Пісню про солевара».
Видатними майстрами ци в останні десятиліття Північної Сун були Хе Чжу (1052–1125), Чжоу Бан-янь (1056–1121) і імператор Хуей-цзун (роки царювання — 1101–1126), який закінчив свої дні в полоні у чжурчженів після найжорстокішої поразки його армії. Всі ці поети не виходили за рамки традиційної тематики ци, працюючи переважно над формою, де досягли високої досконалості. Особливою музичністю, віртуозністю та ювелірною відточеністю вірша славляться ци Чжоу Бан-Яня, який був не тільки талановитим літератором, а й видатним знавцем метрики і музики. Як і більшість поетів його покоління, він відчув вплив Хуан Тін-цзяня: у його ци часто можна зустріти парафрази і цитати з Ду Фу та інших класиків.
Одним з найбільших майстрів ци була поетеса Лі Цінчжао (1084–1151), чиї вірші по праву належать до числа найбільших досягнень жанру. Вони можуть служити чудовими зразками цієї примхливої, мінливої форми. Лі Цин-чжао ревно відстоювала відособленість ци, розглядаючи їх як прекрасний і досконалий у своїй замкнутості світ небагатьох обраних поетичних тем і витончених форм. У той же час від творчості Чжоу Бан-Яня поезія Лі Цин-чжао відрізняється глибокою щирістю і достовірністю: все, про що йдеться в її віршах, засноване на справді пережитому, будь то радість чи туга, любов або розлука. Сучасників вражали свіжість і незвичність образів Лі Цин-чжао, несподіване сполучення звичних слів, виразність самостійно побачених та взятих з життя деталей — все це помітно виділяє її поезію на фоні книжкової, наслідувальної, переповненої класичними ремінісценціями поезії цзянсійців та їх послідовників.

## Найвідоміші поети в жанрі ци
- Лю Юн (987—1053),
- Оуян Сю (1007—72),
- Су Ші (1036—1101),
- Цінь Гуань (1049—1100),
- Чжоу Банянь (1056—1121),
- Лі Цінчжао (1084—1151),
- Лу Ю (1125—1210),
- Синь Ціцзі (1140—1207)
- Сюй Цзі (1162—1214)
- Лю Кечжуан (1187—1269)